# Фордсвил (Кентаки)
Фордсвил (енгл. Fordsville) град је у америчкој савезној држави Кентаки.

## Демографија
По попису из 2010. године број становника је 524, што је 7 (-1,3%) становника мање него 2000. године.
| Група             | 2000.       | 2010.       |
| Белци             | 529 (99,6%) | 509 (97,1%) |
| Афроамериканци    | 1 (0,2%)    | 6 (1,1%)    |
| Азијати           | 0 (0,0%)    | 0 (0,0%)    |
| Хиспаноамериканци | 0 (0,0%)    | 5 (1,0%)    |
| Укупно            | 531         | 524         |